# Campionati del mondo di ciclismo su pista - Inseguimento a squadre maschile

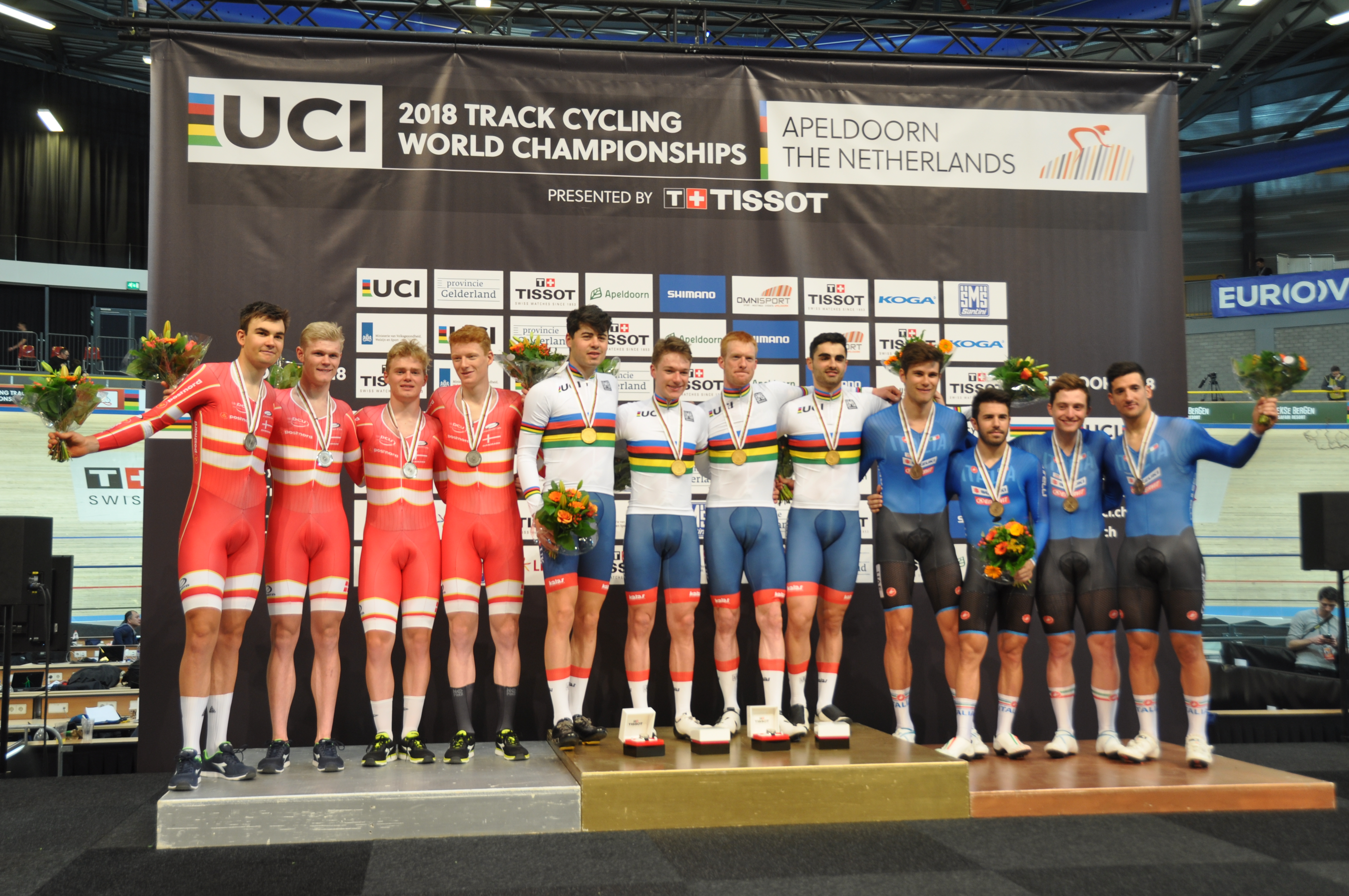
Il podio dell'edizione 2018: da sinistra, i quartetti danese, britannico e italiano

La gara di inseguimento a squadre maschile è una delle prove inserite nel programma dei campionati del mondo di ciclismo su pista. La prova si tiene dall'edizione 1962 dei campionati: inizialmente aperta unicamente ai quartetti di dilettanti, dal 1993 si svolge come gara Open, aperta cioè sia a professionisti che dilettanti.
Le prove del 1972, 1976, 1980, 1984, 1988 e 1992 furono disputate all'interno del programma dei Giochi olimpici, e non fecero quindi parte del programma dei campionati del mondo.

## Albo d'oro
Aggiornato all'edizione 2024.
| Anno | Vincitori                                                                                            | Secondi                                                                                         | Terzi                                                                                                  |
| ---- | --- | ----------------------------------------------------------------------------------------------- | --- |
| 1962 | Germania Ovest Lothar Claesges Klaus May Bernd Rohr Ehrenfried Rudolph                               | Danimarca Deut Hansen Preben Isaksson Kaj Jensen Kurt Vid-Stein                                 | Unione Sovietica Arnol'd Bel'gardt Leonid Kolumbet Stanislav Moskvin Viktor Romanov                    |
| 1963 | Unione Sovietica Arnol'd Bel'gardt Sergej Tereščenkov Stanislav Moskvin Viktor Romanov               | Germania Ovest Lothar Claesges Klemens Großimlinghaus Karl-Heinz Henrichs Ernst Streng          | Danimarca Deut Hansen Preben Isaksson Leif Larsen Kurt Vid-Stein                                       |
| 1964 | Germania Ovest Lothar Claesges Karl-Heinz Henrichs Karl Link Ernst Streng                            | Italia Attilio Benfatto Cencio Mantovani Carlo Rancati Franco Testa                             | Unione Sovietica Arnol'd Bel'gardt Leonid Kolumbet Stanislav Moskvin Sergej Tereščenkov                |
| 1965 | Unione Sovietica Michail Koljušëv Stanislav Moskvin Sergej Tereščenkov Leonid Vukolov                | Italia Cipriano Chemello Cencio Mantovani Luigi Roncaglia Aroldo Spadoni                        | Cecoslovacchia Jiří Daler Miloš Jelínek Milan Puzrla František Řezáč                                   |
| 1966 | Italia Antonio Castello Cipriano Chemello Gino Pancino Luigi Roncaglia                               | Germania Ovest Karl-Heinz Henrichs Herbert Honk Jürgen Kissner Karl Link                        | Unione Sovietica Viktor Bykov Michail Koljušëv Stanislav Moskvin Leonid Vukolov                        |
| 1967 | Unione Sovietica Stanislav Moskvin Michail Koljušëv Viktor Bykov Dzintars Lācis                      | Italia Antonio Castello Cipriano Chemello Gino Pancino Luigi Roncaglia                          | Germania Ovest Karl-Heinz Henrichs Rainer Podlesch Jürgen Kissner Karl Link                            |
| 1968 | Italia Lorenzo Bosisio Cipriano Chemello Giorgio Morbiato Luigi Roncaglia                            | Argentina Carlos Miguel Álvarez Juan José Alves Ernesto Contreras Juan Alberto Merlos           | Svezia Erik Pettersson Gösta Pettersson Tomas Pettersson Josef Ripfel                                  |
| 1969 | Unione Sovietica Viktor Bykov Sergej Kuskov Vladimir Kuznecov Stanislav Moskvin                      | Italia Pietro Algeri Giacomo Bazzan Antonio Castello Giorgio Morbiato                           | Francia Claude Buchon Bernard Darmet René Grignon Daniel Rebillard                                     |
| 1970 | Germania Ovest Günter Haritz Hans Lutz Günther Schumacher Peter Vonhof                               | Germania Est Thomas Huschke Heinz Richter Herbert Richter Manfred Ulbricht                      | Unione Sovietica Viktor Bykov Vladimir Kuznecov Stanislav Moskvin Vladimir Semenec                     |
| 1971 | Italia Pietro Algeri Giacomo Bazzan Luciano Borgognoni Giorgio Morbiato                              | Germania Est Thomas Huschke Heinz Richter Herbert Richter Uwe Unterwalder                       | Germania Ovest Jürgen Colombo Günter Haritz Udo Hempel Peter Vonhof                                    |
| 1972 | prova disputata ai Giochi della XX Olimpiade                                                         | prova disputata ai Giochi della XX Olimpiade                                                    | prova disputata ai Giochi della XX Olimpiade                                                           |
| 1973 | Germania Ovest Günter Haritz Hans Lutz Günther Schumacher Peter Vonhof                               | Gran Bretagna Michael Bennett Richard Evans Ian Hallam William Moore                            | Paesi Bassi Gerrie Fens Peter Nieuwenhuis Herman Ponsteen Roy Schuiten                                 |
| 1974 | Germania Ovest Günther Schumacher Peter Vonhof Hans Lutz Dietrich Thurau                             | Germania Est Thomas Huschke Heinz Richter Klaus-Jürgen Grünke Uwe Unterwalder                   | Cecoslovacchia Zdeněk Dohnal Jaromír Doležal Michal Klasa Petr Kocek                                   |
| 1975 | Germania Ovest Günther Schumacher Peter Vonhof Hans Lutz Gregor Braun                                | Unione Sovietica Vladimir Osokin Aleksandr Perov Vitalij Petrakov Viktor Sokolov                | Germania Est Thomas Huschke Uwe Unterwalder Klaus-Jürgen Grünke Norbert Dürpisch                       |
| 1976 | prova disputata ai Giochi della XXI Olimpiade                                                        | prova disputata ai Giochi della XXI Olimpiade                                                   | prova disputata ai Giochi della XXI Olimpiade                                                          |
| 1977 | Germania Est Norbert Dürpisch Gerald Mortag Matthias Wiegand Volker Winkler                          | Germania Ovest Günther Schumacher Peter Vonhof Hans Lutz Henry Rincklin                         | Svizzera Walter Baumgartner Robert Dill-Bundi Daniel Gisiger Hans Känel                                |
| 1978 | Germania Est Uwe Unterwalder Gerald Mortag Matthias Wiegand Volker Winkler                           | Unione Sovietica Vasilij Ehrlich Vladimir Osokin Vitalij Petrakov Igor' Pilipenko               | Svizzera Walter Baumgartner Robert Dill-Bundi Urs Freuler Hans Känel                                   |
| 1979 | Germania Est Lutz Haueisen Gerald Mortag Alex Grosser Volker Winkler                                 | Unione Sovietica Vasilij Ehrlich Viktor Manakov Vladimir Osokin Vitalij Petrakov                | Italia Maurizio Bidinost Pierangelo Bincoletto Sandro Callari Silvestro Milani                         |
| 1980 | prova disputata ai Giochi della XXII Olimpiade                                                       | prova disputata ai Giochi della XXII Olimpiade                                                  | prova disputata ai Giochi della XXII Olimpiade                                                         |
| 1981 | Germania Est Bernd Ditter Alex Grosser Detlef Macha Volker Winkler                                   | Unione Sovietica Vasilij Ehrlich Aleksandr Krasnov Vladimir Osokin Vitalij Petrakov             | Cecoslovacchia Martin Penc Jiří Pokorný František Raboň Aleš Trčka                                     |
| 1982 | Unione Sovietica Konstantin Chrabzov Aleksandr Krasnov Sergej Nikitenko Valerij Novčan               | Germania Ovest Axel Bokeloh Roland Günther Michael Marx Gerhard Strittmatter                    | Germania Est Gerlad Buder Mario Hernig Detlef Macha Volker Winkler                                     |
| 1983 | Germania Ovest Roland Günther Gerhard Strittmatter Rolf Gölz Michael Marx                            | Germania Est Bernd Ditter Mario Hernig Hans-Joachim Pohl Carsten Wolf                           | Cecoslovacchia František Raboň Pavel Soukop Robert Štěrba Aleš Trčka                                   |
| 1984 | prova disputata ai Giochi della XXIII Olimpiade                                                      | prova disputata ai Giochi della XXIII Olimpiade                                                 | prova disputata ai Giochi della XXIII Olimpiade                                                        |
| 1985 | Italia Roberto Amadio Massimo Brunelli Gianpaolo Grisandi Silvio Martinello                          | Polonia Ryszard Dawidowicz Andrzej Sikorski Leszek Stepniewski Marian Turowski                  | Unione Sovietica Vjačeslav Ekimov Marat Ganeev Aleksandr Krasnov Vasilij Špundov                       |
| 1986 | Cecoslovacchia Svatopluk Buchta Teodor Černý Pavel Soukop Aleš Trčka                                 | Germania Est Steffen Blochwitz Bernd Ditter Roland Hennig Dirk Meier                            | Unione Sovietica Vjačeslav Ekimov Aleksandr Krasnov Viktor Manakov Gintautas Umaras                    |
| 1987 | Unione Sovietica Sergej Chmelinin Vjačeslav Ekimov Aleksandr Krasnov Viktor Manakov                  | Germania Est Steffen Blochwitz Roland Hennig Dirk Meier Carsten Wolf                            | Cecoslovacchia Svatopluk Buchta Miroslav Junec Miroslav Kundera Pavel Soukop                           |
| 1988 | prova disputata ai Giochi della XXIV Olimpiade                                                       | prova disputata ai Giochi della XXIV Olimpiade                                                  | prova disputata ai Giochi della XXIV Olimpiade                                                         |
| 1989 | Germania Steffen Blochwitz Guido Fulst Thomas Liese Carsten Wolf                                     | Unione Sovietica Evgenij Berzin Vjačeslav Ekimov Dmitrij Neljubin Michail Orlov                 | Italia Ivan Cerioli Giovanni Lombardi David Solari Marco Villa                                         |
| 1990 | Unione Sovietica Valerij Baturo Evgenij Berzin Oleksandr Hončenkov Dmitrij Neljubin                  | Germania Michael Glöckner Stefan Steinweg Andreas Walzer Erik Weispfenning                      | Australia Brett Aitken Mark Kingsland Stephen McGlede Darren Winter                                    |
| 1991 | Germania Michael Glöckner Jens Lehmann Stefan Steinweg Andreas Walzer                                | Unione Sovietica Evgenij Berzin Vladislav Bobrik Vadim Kravčenko Dmitrij Neljubin               | Australia Brett Aitken Stephen McGlede Shawn O'Brien Stuart O'Grady                                    |
| 1992 | prova disputata ai Giochi della XXV Olimpiade                                                        | prova disputata ai Giochi della XXV Olimpiade                                                   | prova disputata ai Giochi della XXV Olimpiade                                                          |
| 1993 | Australia Brett Aitken Stuart O'Grady Tim O'Shannessey Billy Shearsby                                | Germania Andreas Bach Guido Fulst Jens Lehmann Torsten Schmidt                                  | Danimarca Jimmi Madsen Klaus Kynde Nielsen Lars Otto Olsen Jan Petersen                                |
| 1994 | Germania Andreas Bach Guido Fulst Danilo Hondo Jens Lehmann                                          | Stati Uniti Dirk Copeland Mariano Friedick Adam Laurent Carl Sundquist                          | Australia Brett Aitken Rodney McGee Stuart O'Grady Tim O'Shannessey                                    |
| 1995 | Australia Bradley McGee Rodney McGee Stuart O'Grady Tim O'Shannessey                                 | Ucraina Bohdan Bondarjev Serhij Matvjejev Oleksandr Symonenko Dmitrij Tolstenkov                | Stati Uniti Zach Conrad Dirk Copeland Mariano Friedick Matt Hamon                                      |
| 1996 | Italia Adler Capelli Cristiano Citton Andrea Collinelli Mauro Trentini                               | Francia Cyril Bos Philippe Ermenault Jean-Michel Monin Francis Moreau                           | Germania Guido Fulst Danilo Hondo Torsten Rund Heiko Szonn                                             |
| 1997 | Italia Mario Benetton Adler Capelli Cristiano Citton Andrea Collinelli                               | Ucraina Oleksandr Fedenko Oleksandr Klymenko Serhij Matvjejev Oleksandr Symonenko               | Francia Carlos Da Cruz Philippe Ermenault Jérôme Neuville Franck Perque                                |
| 1998 | Ucraina Oleksandr Fedenko Serhij Matvjejev Ruslan Pidhornyj Oleksandr Symonenko                      | Germania Robert Bartko Daniel Becke Guido Fulst Christian Lademann                              | Italia Mario Benetton Adler Capelli Cristiano Citton Andrea Collinelli                                 |
| 1999 | Germania Robert Bartko Daniel Becke Guido Fulst Jens Lehmann                                         | Francia Cyril Bos Philippe Ermenault Francis Moreau Jérôme Neuville                             | Russia Vladislav Borisov Ėduard Gricun Aleksej Markov Denis Smyslov                                    |
| 2000 | Germania Daniel Becke Guido Fulst Jens Lehmann Sebastian Siedler                                     | Gran Bretagna Jonathan Clay Paul Manning Chris Newton Bradley Wiggins                           | Francia Cyril Bos Philippe Gaumont Jérôme Neuville Damien Pommereau                                    |
| 2001 | Ucraina Serhij Černjavs'kyj Oleksandr Fedenko Ljubomyr Polatajko Oleksandr Symonenko                 | Gran Bretagna Paul Manning Chris Newton Bryan Steel Bradley Wiggins                             | Germania Christian Bach Guido Fulst Jens Lehmann Sebastian Siedler                                     |
| 2002 | Australia Peter Dawson Brett Lancaster Luke Roberts Stephen Wooldridge                               | Germania Christian Bach Guido Fulst Jens Lehmann Sebastian Siedler                              | Gran Bretagna Paul Manning Chris Newton Bryan Steel Bradley Wiggins                                    |
| 2003 | Australia Graeme Brown Peter Dawson Brett Lancaster Luke Roberts                                     | Gran Bretagna Robert Hayles Paul Manning Bryan Steel Bradley Wiggins                            | Francia Fabien Merciris Jérôme Neuville Franck Perque Fabien Sanchez                                   |
| 2004 | Australia Peter Dawson Ashley Hutchinson Luke Roberts Stephen Wooldridge                             | Gran Bretagna Robert Hayles Paul Manning Chris Newton Bryan Steel                               | Spagna Carlos Castaño Sergi Escobar Asier Maeztu Carlos Torrent                                        |
| 2005 | Gran Bretagna Steven Cummings Robert Hayles Paul Manning Chris Newton                                | Paesi Bassi Levi Heimans Jens Mouris Peter Schep Niki Terpstra                                  | Australia Matthew Goss Ashley Hutchinson Mark Jamieson Stephen Wooldridge                              |
| 2006 | Australia Peter Dawson Matthew Goss Mark Jamieson Stephen Wooldridge                                 | Gran Bretagna Steven Cummings Robert Hayles Paul Manning Geraint Thomas                         | Ucraina Volodymyr Djudja Roman Kononenko Ljubomyr Polatajko Maksym Poliščuk                            |
| 2007 | Gran Bretagna Ed Clancy Paul Manning Geraint Thomas Bradley Wiggins                                  | Ucraina Ljubomyr Polatajko Maksym Poliščuk Vitalij Popkov Vitalij Ščedov                        | Danimarca Casper Jørgensen Jens-Erik Madsen Michael Mørkøv Alex Rasmussen                              |
| 2008 | Gran Bretagna Ed Clancy Paul Manning Geraint Thomas Bradley Wiggins                                  | Danimarca Michael Færk Christensen Casper Jørgensen Jens-Erik Madsen Alex Rasmussen             | Australia Graeme Brown Mark Jamieson Bradley McGee Luke Roberts                                        |
| 2009 | Danimarca Michael Færk Christensen Casper Jørgensen Jens-Erik Madsen Alex Rasmussen                  | Australia Jack Bobridge Rohan Dennis Leigh Howard Cameron Meyer                                 | Nuova Zelanda Westley Gough Peter Latham Marc Ryan Jesse Sergent                                       |
| 2010 | Australia Jack Bobridge Rohan Dennis Leigh Howard Cameron Meyer Michael Hepburn                      | Gran Bretagna Steven Burke Ed Clancy Ben Swift Andrew Tennant                                   | Nuova Zelanda Sam Bewley Westley Gough Peter Latham Jesse Sergent                                      |
| 2011 | Australia Jack Bobridge Rohan Dennis Luke Durbridge Michael Hepburn                                  | Russia Evgenij Kovalëv Ivan Kovalëv Aleksej Markov Aleksandr Serov                              | Gran Bretagna Steven Burke Ed Clancy Peter Kennaugh Andrew Tennant                                     |
| 2012 | Gran Bretagna Ed Clancy Steven Burke Peter Kennaugh Geraint Thomas                                   | Australia Jack Bobridge Rohan Dennis Michael Hepburn Glenn O'Shea                               | Nuova Zelanda Sam Bewley Aaron Gate Westley Gough Marc Ryan                                            |
| 2013 | Australia Alexander Edmondson Michael Hepburn Alexander Morgan Glenn O'Shea                          | Gran Bretagna Steven Burke Ed Clancy Samuel Harrison Andrew Tennant                             | Danimarca Casper von Folsach Lasse Norman Hansen Mathias Møller Nielsen Rasmus Christian Quaade        |
| 2014 | Australia Luke Davison Alexander Edmondson Mitchell Mulhern Glenn O'Shea Miles Scotson               | Danimarca Casper von Folsach Lasse Norman Hansen Rasmus Christian Quaade Alex Rasmussen         | Nuova Zelanda Pieter Bulling Aaron Gate Dylan Kennett Marc Ryan                                        |
| 2015 | Nuova Zelanda Pieter Bulling Alex Frame Regan Gough Dylan Kennett Marc Ryan                          | Gran Bretagna Steven Burke Ed Clancy Owain Doull Andrew Tennant                                 | Australia Jack Bobridge Luke Davison Mitchell Mulhern Miles Scotson                                    |
| 2016 | Australia Callum Scotson Michael Hepburn Miles Scotson Sam Welsford Luke Davison Alexander Porter    | Gran Bretagna Ed Clancy Jonathan Dibben Owain Doull Bradley Wiggins Steven Burke Andrew Tennant | Danimarca Casper von Folsach Lasse Norman Hansen Niklas Larsen Frederik Madsen Rasmus Christian Quaade |
| 2017 | Australia Cameron Meyer Alexander Porter Sam Welsford Nicholas Yallouris Kelland O'Brien Rohan Wight | Nuova Zelanda Pieter Bulling Regan Gough Dylan Kennett Nick Kergozou                            | Italia Liam Bertazzo Simone Consonni Filippo Ganna Francesco Lamon Michele Scartezzini                 |
| 2018 | Gran Bretagna Ed Clancy Kian Emadi Ethan Hayter Charlie Tanfield                                     | Danimarca Casper von Folsach Julius Johansen Niklas Larsen Frederik Madsen                      | Italia Liam Bertazzo Simone Consonni Filippo Ganna Francesco Lamon                                     |
| 2019 | Australia Leigh Howard Kelland O'Brien Alexander Porter Sam Welsford Cameron Scott                   | Gran Bretagna Ed Clancy Kian Emadi Ethan Hayter Charlie Tanfield Oliver Wood                    | Danimarca Casper von Folsach Julius Johansen Rasmus Pedersen Lasse Norman Hansen Niklas Larsen         |
| 2020 | Danimarca Lasse Norman Hansen Julius Johansen Frederik Madsen Rasmus Pedersen                        | Nuova Zelanda Campbell Stewart Corbin Strong Aaron Gate Jordan Kerby Regan Gough                | Italia Simone Consonni Filippo Ganna Francesco Lamon Jonathan Milan Michele Scartezzini                |
| 2021 | Italia Liam Bertazzo Simone Consonni Filippo Ganna Francesco Lamon Jonathan Milan                    | Francia Thomas Boudat Thomas Denis Valentin Tabellion Benjamin Thomas                           | Gran Bretagna Kian Emadi Ethan Hayter Ethan Vernon Charlie Tanfield Oliver Wood                        |
| 2022 | Gran Bretagna Ethan Hayter Oliver Wood Ethan Vernon Daniel Bigham                                    | Italia Simone Consonni Filippo Ganna Francesco Lamon Jonathan Milan Manlio Moro                 | Danimarca Tobias Hansen Carl-Frederik Bévort Lasse Norman Hansen Rasmus Pedersen                       |
| 2023 | Danimarca Niklas Larsen Carl-Frederik Bévort Lasse Norman Leth Rasmus Pedersen Frederik Madsen       | Italia Filippo Ganna Francesco Lamon Jonathan Milan Manlio Moro Simone Consonni                 | Nuova Zelanda Aaron Gate Campbell Stewart Thomas Sexton Nick Kergozou                                  |
| 2024 | Danimarca Tobias Hansen Carl-Frederik Bévort Niklas Larsen Frederik Madsen Rasmus Pedersen           | Gran Bretagna Ethan Hayter Josh Charlton Charlie Tanfield Oliver Wood Rhys Britton              | Germania Tim Torn Teutenberg Benjamin Boos Ben Jochum Bruno Keßler Felix Groß                          |

## Medagliere
Aggiornato all'edizione 2022.
| Pos.   | Nazione          | Oro | Argento | Bronzo | Totale |
| ------ | ---------------- | --- | ------- | ------ | ------ |
| 1      | Australia        | 13  | 2       | 6      | 21     |
| 2      | Unione Sovietica | 7   | 6       | 6      | 19     |
| 2      | Italia           | 7   | 6       | 6      | 19     |
| 4      | Germania Ovest   | 7   | 4       | 2      | 13     |
| 5      | Gran Bretagna    | 6   | 12      | 3      | 21     |
| 6      | Germania         | 5   | 4       | 3      | 12     |
| 7      | Germania Est     | 4   | 6       | 2      | 12     |
| 8      | Danimarca        | 4   | 4       | 7      | 15     |
| 9      | Ucraina          | 2   | 3       | 1      | 6      |
| 10     | Nuova Zelanda    | 1   | 2       | 5      | 8      |
| 11     | Cecoslovacchia   | 1   | 0       | 5      | 6      |
| 12     | Francia          | 0   | 3       | 4      | 7      |
| 13     | Stati Uniti      | 0   | 1       | 1      | 2      |
| 13     | Paesi Bassi      | 0   | 1       | 1      | 2      |
| 13     | Russia           | 0   | 1       | 1      | 2      |
| 16     | Argentina        | 0   | 1       | 0      | 1      |
| 16     | Polonia          | 0   | 1       | 0      | 1      |
| 18     | Svizzera         | 0   | 0       | 2      | 2      |
| 19     | Spagna           | 0   | 0       | 1      | 1      |
| 19     | Svezia           | 0   | 0       | 1      | 1      |
| Totale | Totale           | 55  | 55      | 55     | 165    |

| Pos. | Atleta             | Oro | Argento | Bronzo | Totale |
| ---- | ------------------ | --- | ------- | ------ | ------ |
| 1    | Ed Clancy          | 4   | 5       | 1      | 10     |
| 2    | Guido Fulst        | 4   | 3       | 2      | 9      |
| 3    | Peter Vonhof       | 4   | 1       | 1      | 6      |
| 4    | Michael Hepburn    | 4   | 1       | 0      | 5      |
| 4    | Hans Lutz          | 4   | 1       | 0      | 5      |
| 4    | Günther Schumacher | 4   | 1       | 0      | 5      |
| 7    | Stanislav Moskvin  | 4   | 0       | 3      | 7      |
| 8    | Volker Winkler     | 4   | 0       | 1      | 5      |
| 9    | Peter Dawson       | 4   | 0       | 0      | 4      |
| 10   | Paul Manning       | 3   | 5       | 1      | 9      |